# Schladnitzgraben
Schladnitzgraben är en dal i Österrike.   Den ligger i förbundslandet Steiermark, i den östra delen av landet, 140 km sydväst om huvudstaden Wien.
I omgivningarna runt Schladnitzgraben växer i huvudsak barrskog. Runt Schladnitzgraben är det ganska tätbefolkat, med 120 invånare per kvadratkilometer.